# 異氰酸甲酯
異氰酸甲酯（英語：Methyl Isocyanate），又稱甲基異氰酸酯，是光氣（Phosgene）與甲胺（Methylamine）作用後所合成的化學品，多用於製造農藥（例如：可作為加保利Carbaryl的製造前驅物）。它與Zyklon B一樣曾在二次大戰時被用於屠殺猶太人，也是印度博帕爾事件中造成大規模死傷的元兇。

## 化学性质
异氰酸甲酯可以水解。

## 危害

### 不同濃度人類的反應
- 0.4ppm    無顯著反應
- 2ppm      眼感到刺激並流淚
- 4ppm      感到不適
- 21ppm     致命

### 併發症
一般而言，本品最嚴重的併發症為引起化學性肺炎及肺水腫。此外，亦會導致皮膚組織壞死，以及角膜出現問題。

## 處理
由已穿上防護衣的人員協助患者脫去受污染的衣物，並移離受污染地點。用水沖洗患者的皮膚和眼睛。對症給予支持性治療。
由於本品會對肺功能造成嚴重傷害，故必須準備純氧供患者呼吸。此外，要同時準備抗生素、類固醇以及支氣管擴張藥。